# 金斯陨击坑
金斯陨击坑（Jeans）是火星南海区的一座撞击坑，其中心坐标位于南纬69.8度、西经205.9度处，直径73.6公里，该特征名取自英國物理学家、天文学家、数学家詹姆士·金斯（1877年－1946年），1973年被国际天文联合会行星系统命名工作组批准接受。
下面的图片显示了霜冻正在消失的暗黑区域，露出了下方深色的地面，也可看到多层的地层-可能来自多轮周期中沉积的覆盖层。

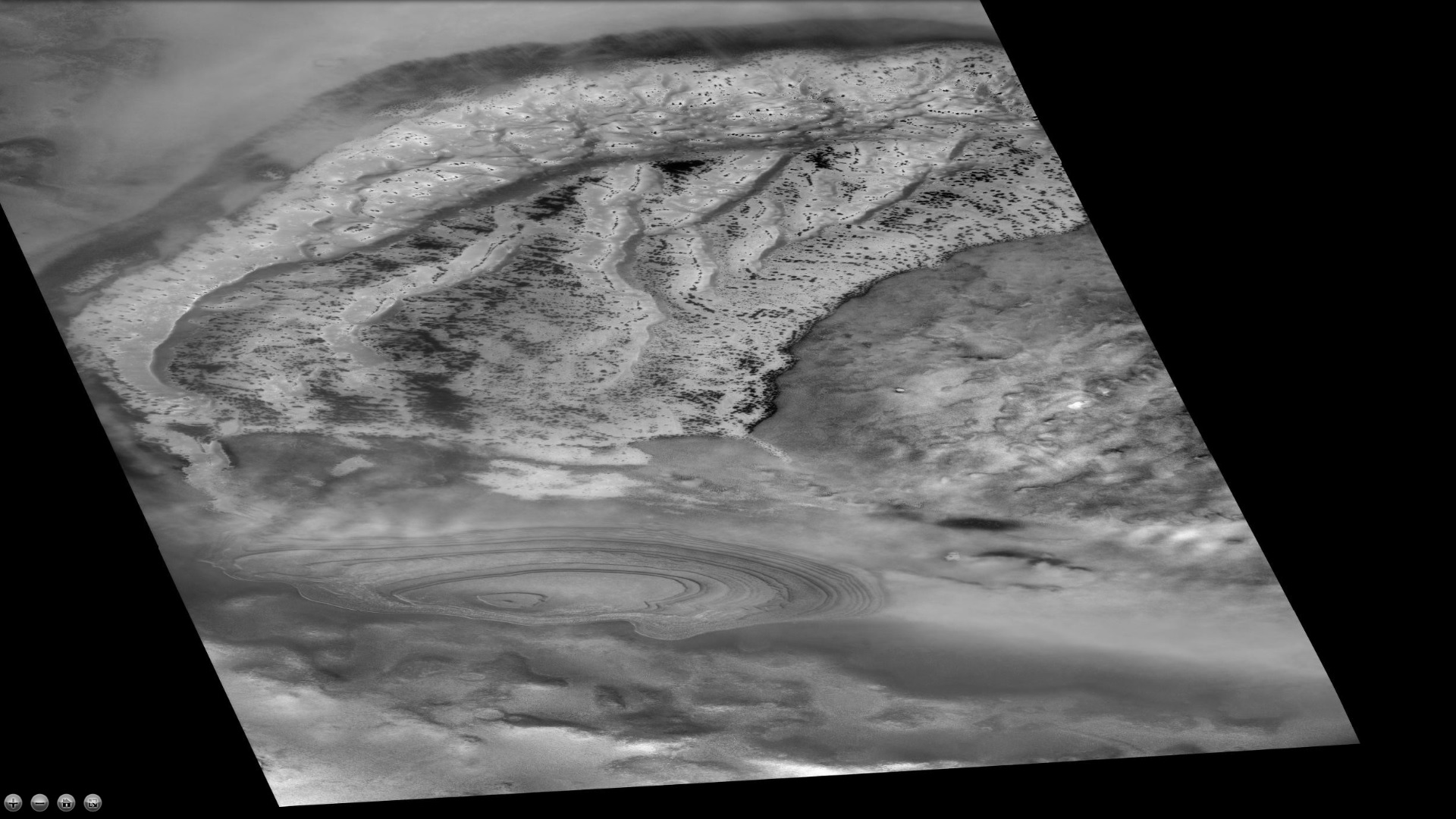
火星勘测轨道飞行器背景相机拍摄的金斯陨击坑。
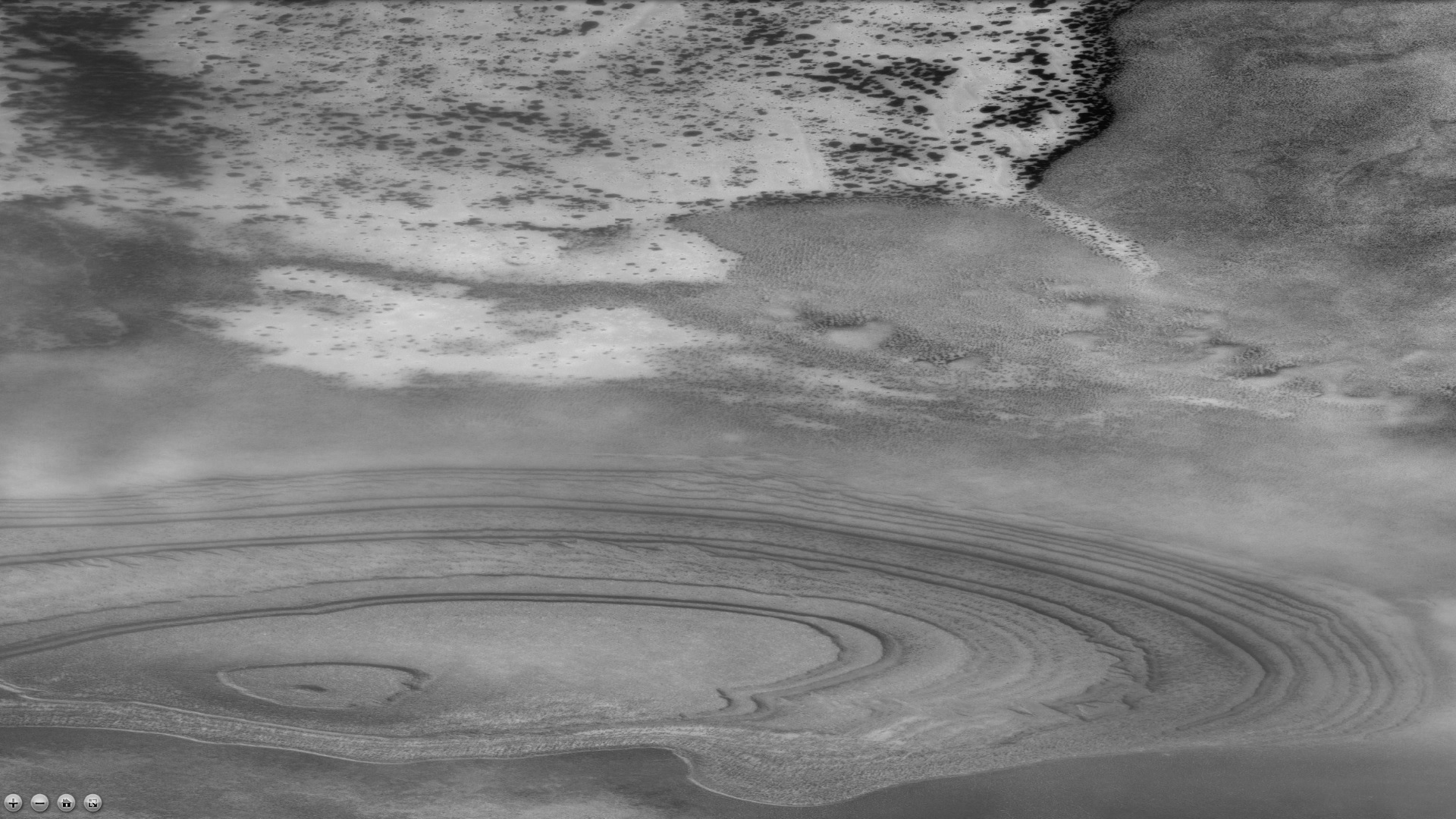
火星勘测轨道飞行器背景相机显示的金斯陨击坑内的地层和霜冻消融露出的黑色斑块，注：这是前一幅图像的放大版。

## 另请查看
- 火星气候
- 火星地质
- 火星间歇泉
- 撞击坑
- 撞击事件
- 火星撞击坑
- 火星矿石资源
- 行星体系命名法